# Antipodi (otočje)
Antipodi (angleško Antipodes Islands) so negostoljubna in nenaseljena otoška skupina, ki ozemeljsko pripada Novi Zelandiji. Leži na 49°41′ južne zemljepisne širine in 178°48′ vzhodne zemljepisne dolžine. Od najjužnejšega dela Stewartovega otoka (Raikure), ki leži ob obali Nove Zelandije, so oddaljeni 650 kilometrov v jugovzhodni smeri.
Antipode so prvič kartirali leta 1800. Kratek poskus, da bi na otoku naselili živino, zaradi neugodnega podnebja ni bil uspešen. Ko je leta 1893 na obalo glavnega otoka nasedla ladja Spirit of Dawn (Duh zore), je enajsterica brodolomcev na otoku prebivala skoraj tri mesece in živela od surovih morskih ptic, na drugi strani otoka pa se je nahajalo dobro založeno skladišče s hrano za brodolomce. 
Otoško skupino sestavlja glavni otok s površino 60 km², Bollansov otok (Bollans Island) na severu z 2 km² in številni majhni otočki ter čeri. Najvišji vrh je Mount Galloway z 366 metri.
Ime so otoki dobili po svojem položaju, domnevno antipodnem Veliki Britaniji. Čeprav so temu res najbližje kopno, je njihov položaj v resnici antipoden točki, ki leži nekaj kilometrov vzhodno od Cherbourga na severni obali Francije.